# El jardín de la Tía Isabel
El jardín de la Tía Isabel (llamada también El jardín de Tía Isabel), es una película mexicana dirigida por Felipe Cazals. Fue filmada en 1971 y estrenada en 1972. Está protagonizada por Claudio Brook, Ofelia Guilmáin y Gregorio Casal.

## Argumento
En el siglo XVI, una carabela española que cruzaba el Océano Atlántico hacia la isla de La Española, sufre un naufragio. El grupo, en el que se encuentran dos sacerdotes, cinco prostitutas, civiles y soldados, comienzan a investigar la selva en el interior de la costa a donde quedaron varados. En el transcurso de la expedición, el grupo se enfrenta a situaciones de diversa índole.

## Elenco
- Claudio Brook ... Gonzalo de Medina
- Ofelia Guilmáin... Xeneta
- Gregorio Casal... Diego
- Jorge Martínez de Hoyos ... Capitán de Ballesteros
- Jorge Luke ... Roderico
- Javier Esponda ... Césat
- Augusto Benedico ... Sacerdote
- Julián Pastor ... Sacerdote
- Germán Robles
- Alfonso Aráu
- Claudio Obregón
- Martha Navarro
- Juan Peláez
- Lilia Aragón
- Aarón Hernán
- Héctor Ortega
- Carlos Cardán
- Carlos Agostí